# Edwin Moses
Edwin Corley Moses, ameriški atlet, * 31. avgust 1955, Dayton, Ohio, ZDA. 
Moses, ameriški atlet je nekdanji tekač na 400 m z ovirami. Osvojil je dva naslova olimpijskega prvaka in dva naslova svetovnega prvaka. Prvo zlato je na Olimpijskih igrah 1976 v Montrealu osvojil s časom novega svetovnega rekorda 47,64 s. Kasneje je še trikrat popravil svetovni rekord, ki je veljal do leta 1992. V sledečih letih je veljal za nepremagljivega v teku na 400m z ovirami saj je med 1977 in 1987 bil neporažen v kar 107 finalnih tekih.
Leta 2012 je bil sprejet v novoustanovljeni Mednarodni atletski hram slavnih, kot eden izmed prvih štiriindvajsetih atletov.